# Bão Kirogi (2017)

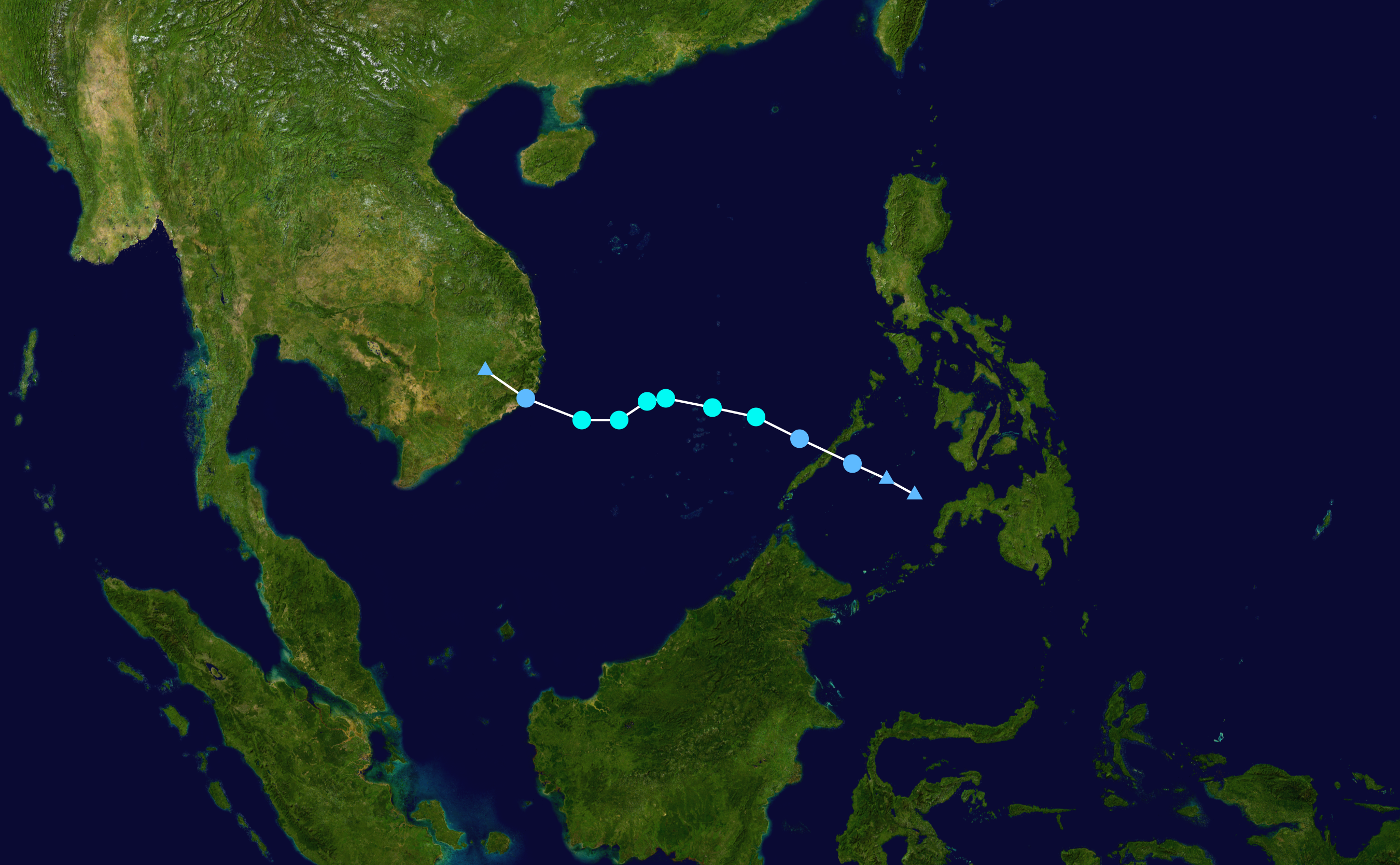
Đường đi của cơn bão Kirogi (2017)

Bão Kirogi (Philippines: Bão Tino) (Việt Nam: Cơn bão số 14) là một cơn bão nhiệt đới, trong mùa bão ở Tây Bắc Thái Bình Dương năm 2017. Đây là cơn bão thứ 14 trên biển Đông được NCHMF công nhận. Cơn bão số 14 là một cơn bão yếu ảnh hưởng đến Việt Nam và Philippines. Bão đã khiến 10 người chết và mất tích tại Việt Nam.

## Lịch sử khí tượng
Vào ngày 15 tháng 11 lúc 22:00 (UTC+7), Trung tâm Cảnh báo Bão Liên hợp (JTWC) bắt đầu chú ý đến một vùng mây đối lưu cách Mindanao 355 hải lý (655 km; 410 mi) về phía Đông Đông Nam. JTWC lúc đó cho rằng cơ hội phát triển thành xoáy thuận nhiệt đới trong 24 giờ tới là thấp. Hình thế này không có tổ chức, với hoàn lưu mức thấp bị lộ (nhìn thấy trần trụi) và không rõ ràng (về tổ chức).  Sau đó, hình thế đã di chuyển vào vùng có các điều kiện thuận lợi hơn để phát triển, sự tổ chức trong hoàn lưu mức thấp bắt đầu tổ chức hoàn chỉnh hơn. Lúc 03:00 (UTC+07) ngày 16 tháng 11, JTWC nhận thấy cơ hội phát triển thành xoáy thuận trong 24 giờ tới tăng lên mức trung bình.  Vào lúc 19:00 (UTC+07) ngày 16 tháng 11, Cục Khí tượng Nhật Bản (JMA) cho biết một áp thấp nhiệt đới đã hình thành trên Vịnh Moro. Vài giờ sau đó, JTWC đã đưa ra Cảnh báo TCFA, nghĩa là các dự báo viên hay các nhà khí tượng học của JTWC cho rằng hình thế trên có khả năng cao trở thành bão hoặc áp thấp nhiệt đới trong 24 giờ tới. Vào ngày 17 tháng 11 lúc 09:00 (UTC+07), PAGASA đánh giá hình thế này đã phát triển thành áp thấp nhiệt đới, đặt cho nó tên địa phương là Tino.  Bốn giờ sau, lúc 06:00 UTC, JTWC đánh giá rằng Tino đã phát triển thành áp thấp nhiệt đới, họ gán cho hình thế số hiệu 31W. Lúc 16:00 (UTC+07), Tino đổ bộ vào Puerto Princesa trước khi đi vào vào biển Đông. Tino đi vào Biển Đông, khi mới đi vào là một hình thế vô tổ chức, với hoàn lưu mức thấp yếu và các đám mây đối lưu khá mỏng. Các điều kiện tương đối thuận lợi, với nhiệt độ mặt nước biển là 30 °C (86 °F), dòng phân kì thuận lợi và gió đứt phương thẳng đứng ở mức vừa phải 15–20 kt (30–35 km/h), sự phát triển bị hạn chế một phần do không khí khô ở phía Đông Bắc.
JTWC cho biết áp thấp nhiệt đới mạnh lên bão nhiệt đới lúc 01:00 (UTC+7) ngày 18 tháng 11, do hoàn lưu mức thấp của hình thế khép kín và bị lộ ra (nhìn thấy trần trụi trên vệ tinh) một phần; JMA cũng cho biết áp thấp mạnh lên thành bão vào sáng ngày 18 tháng 11, và JMA đặt tên cho hình thế là Kirogi (tên quốc tế), lúc đó JMA ước tính sức gió duy trì tối đa là 65 km/h (35 kt) và áp suất trung tâm tối thiểu là 1000 hPa (mbar; 29,53 inHg ), và JMA cũng cho rằng đó cũng là cường độ cực đại của bão. Cùng lúc đó, NCHMF cũng cho biết áp thấp nhiệt đới mạnh lên thành bão và gọi bão là bão số 14. Vào lúc 01:00 (UTC+7) 19 tháng 11, JTWC ước tính sức gió duy trì tối đa trong 1 phút là 75 km/h (40 kt); sau đó mây đối lưu bắt đầu phân tán và tan rã do một khu vực áp suất cao (là không khí lạnh) lạnh làm lệch mây đối lưu của bão, hạn chế đáng kể sự phát triển của bão. Sau khi JTWC nâng sức gió bão, NCHMF cho biết bão đã suy yếu thành áp thấp nhiệt đới.  JMA  cũng cho rằng  Kirogi xuống thành áp thấp nhiệt đới lúc 07:00 (UTC+7) sáng ngày 19 tháng 11, trước khi đổ bộ vào đất liền Nam Trung Bộ. Còn JTWC chỉ hạ cấp thành áp thấp nhiệt đới khi nó đang đổ bộ (lúc 13:00 UTC+7). NCHMF cho biết áp thấp đổ bộ vào chiều ngày 19 với sức gió cấp 6. JTWC cho biết Kirogi suy yếu thành nhiễu động nhiệt đới lúc 19:00 (UTC+7), cùng lúc đó JMA cho rằng bão đã tan hoàn toàn.  Tàn dư của Kirogi sau đó di chuyển vào vịnh Thái Lan vào ngày 20 tháng 11  và vào biển Andaman vào ngày 21 tháng 11, sau đó góp phần hình thành bão Ockhi.

## Công tác phòng chống và ảnh hưởng do bão

### Việt Nam
Bão Kirogi hình thành và ảnh hưởng đến vùng Nam Trung Bộ trong bối cảnh chỉ khoảng 2 tuần trước đó, vùng này đã chịu tác động đặc biệt nghiêm trọng do bão số 12 (Damrey) gây ra. Vào ngày 18 tháng 11, Trung tâm Dự báo Khí tượng Thủy văn Quốc gia (NCHMF) đã phát "tin bão khẩn cấp", dự báo lúc đầu của NCHMF cho biết bão sẽ đổ bộ với sức gió cấp 8 giật cấp 11. Nhưng sau đó bão đã suy yếu thành áp thấp nhiệt đới trước khi đổ bộ, người dân địa phương đã bớt lo lắng. Ninh Thuận đã thực hiện sơ tán dân, yêu cầu tàu thuyền không ra khơi và yêu cầu tàu thuyền neo đậu trước 21:00 (UTC+7) ngày 18. Đến ngày 19 tháng 11, hơn 2.600 tàu thuyền đã vào nơi tránh trú bão, 535 chiếc khác trên biển cũng được cho là đã tìm nơi trú ẩn, 5 hộ dân ở huyện Thuận Bắc phải sơ tán; người dân và du khách được khuyến cáo di chuyển ra khỏi khu vực nguy hiểm. Các tỉnh từ Hà Tĩnh đến Bình Thuận, bao gồm cả khu vực Tây Nguyên đã được khuyến cáo về mưa lớn, lũ quét và sạt lở đất. Người dân sống ở những khu vực dễ bị tổn thương đã được sơ tán, chính quyền địa phương lập kế hoạch gia cố các công trình và sơ tán thêm người dân.
Chiều ngày 19 tháng 11, bão số 14 đổ bộ vào khu vực Ninh Thuận, Bình Thuận với sức gió cấp 6, gió mạnh phổ biến do bão gây ra là gió giật mạnh cấp 6-7. Hoàn lưu bão kết hợp với sóng lạnh phương Bắc tràn xuống gây mưa to có nơi mưa rất to, khu vực từ phía Nam Hà Tĩnh đến Phú Yên lượng mưa quan trắc được phổ biến 250–400 mm, có nơi cao hơn 500 mm. Riêng tại Huế ghi nhận lượng mưa lên tới 729 mm.
Hơn 300 cây xanh ở Thành phố Hồ Chí Minh bị thiệt hại do gió giật và mưa to, trong số đó có 244 cây bị "ngã", một số ngôi nhà bị hư hại do cây đổ. Ban đầu thống kê, 8.289 ngôi nhà bị ngập, trong đó 7.966 ngôi nhà ở tỉnh Thừa Thiên Huế và 323 ngôi nhà ở tỉnh Quảng Trị. Tuy nhiên con số chính thức bị giảm xuống còn 7.070 ngôi nhà. Hàng trăm mét bờ kè sông Hiếu bị hư hỏng do lũ lụt ở Cam Lộ.
Thống kê thiệt hại trên toàn vùng bị ảnh hưởng do mưa lũ sau bão, có 8 người chết và 2 người mất tích. Tuy nhiên không có thống kê về tổng thiệt hại tài sản.

### Philippines
Một số barangay (đơn vị hành chính bé nhất ở Philippines) ở Mansalay bị ảnh hưởng bởi lũ lụt cao 0,5–1 mét; San Vicente hứng chịu lũ lụt sâu 1 mét. Ba ngôi nhà bị hư hại ở Palawan; các cảng ở Puerto Princesa, Coron, Palawan, Cuyo, Palawan, El Nido, Palawan và Brooke's Point tạm thời dừng hoạt động, khiến 243 hành khách mắc kẹt. Tổng cộng có 497 người bị ảnh hưởng do cơn bão.